# 짧은귀바위왈라비
짧은귀바위왈라비(Petrogale brachyotis)는 캥거루과에 속하는 바위왈라비속 유대류의 일종이다. 오스트레일리아 북부의 노던 준주와 웨스턴오스트레일리아주 북단 일부 지역에서 발견된다. 가장 가까운 2종의 근연종, 피그미바위왈라비(Petrogale concinna)와 몬존(Petrogale burbidgei)보다 크다. 짧은귀바위왈라비는 군집 생활을 하는 초식동물로 바위로 이루어진 구릉지대와 골짜기에서 발견된다. 겉모습은 다양하지만, 몸 전체적으로 회색-갈색을 띠고 얼굴과 다리 주위는 흰색이다. 멸종위기종으로 간주하지는 않는다. 2014년 유전학과 형태학적 연구를 통해 이전에 짧은귀바위왈라비(P. brachyotis)로 간주했던 동부짧은귀바위왈라비(Petrogale wilkinsi)를 별도의 종으로 인정했다. 카카두 국립공원과 리치필드 국립공원에서 발견되며, 무게는 덜 나가고 더 진한 얼룩 무늬와 색을 갖고 있다. 다수의 아종이 알려져 있지만 유효성은 아직 확인되지 않았다.